# イース・ストラテジー
『イース・ストラテジー』(Ys STRATEGY) は、2006年3月23日にマーベラスインタラクティブから発売されたニンテンドーDS用のリアルタイムストラテジーシミュレーションゲーム。開発はフューチャークリエイツ。日本ファルコムよりライセンス提供を受け、同社のアクションロールプレイングゲーム〈イースシリーズ〉の世界観を受け継いでいる。
国家間の戦争をテーマにしたストーリーが展開し、プレイヤーはリアルタイムに進行する戦況の中で資源調達、生産、戦闘を繰り返しながら覇権を争っていく。